# L. Q. Jones
L. Q. Jones (* 19. August 1927 als Justus Ellis McQueen in Beaumont, Texas; † 9. Juli 2022 in Los Angeles, Kalifornien) war ein US-amerikanischer Schauspieler und Filmemacher. Er wurde insbesondere durch seine Rollen in Western sowie als Stammschauspieler des Regisseurs Sam Peckinpah bekannt.

## Leben
Nach seinem Besuch der University of Texas at Austin war Justus McQueen kurze Zeit als Rancher beschäftigt, ehe er auf Anraten seines früheren College-Zimmergenossen Fess Parker eine Karriere in Hollywood einschlug. Er gab sein Filmdebüt 1955 in Raoul Walshs Kriegsdrama Urlaub bis zum Wecken an der Seite von Van Heflin und Tab Hunter noch unter seinem Geburtsnamen; er spielte hierin einen wortkargen Soldaten namens L. Q. Jones. Er mochte den Rollennamen und nahm ihn in der Folge als seinen Künstlernamen an.
Er spielte anschließend weitere Nebenrollen in Fernsehserien und Spielfilmen. Nach Urlaub bis zum Wecken war er in den nächsten Jahren in weiteren Kriegsfilmen über den Zweiten Weltkrieg zu sehen, daneben etablierte er sich aber vorrangig als Darsteller in Western: 1955 war er neben Clint Walker in drei Folgen der Westernserie Cheyenne zu sehen. In den 1960er Jahren wurde Jones einer der Stammschauspieler von Sam Peckinpah und trat sowohl in dessen Fernsehserie Klondike als auch in den Spielfilmen Sacramento, Sierra Charriba, The Wild Bunch – Sie kannten kein Gesetz, Abgerechnet wird zum Schluss sowie Pat Garrett jagt Billy the Kid auf. 
Mit seiner körperlichen, betont maskulinen Erscheinung und einem in späteren Jahren charakteristischen Schnauzbart wurde Jones nicht selten als verschlagener Westernschurke besetzt. Zwischen 1963 und 1971 übernahm er eine wiederkehrende Nebenrolle als Ranchgehilfe Belden in der Westernserie Die Leute von der Shiloh Ranch. In den 1970er und 1980er Jahren war Jones in Gastrollen in vielen Fernsehserien wie Das A-Team, Columbo, Ein Duke kommt selten allein, Drei Engel für Charlie, Walker, Texas Ranger und Ein Colt für alle Fälle zu sehen. 
Mitte der 1990er Jahre hatte er einige größere Nebenrollen in erfolgreichen Hollywoodfilmen wie Lightning Jack mit Paul Hogan, The Patriot – Kampf ums Überleben mit Steven Seagal sowie Martin Scorseses Casino, die teilweise auch außerhalb des Westernmetiers spielten. Zuletzt stand Jones 2006 für Robert Altmans letzten Film Robert Altman’s Last Radio Show in der Rolle eines sterbenden Showmans vor der Kamera. Sein schauspielerisches Schaffen für Film und Fernsehen umfasst mehr als 160 Produktionen.
In den 1960er- und 1970er-Jahren war Jones als Regisseur, Drehbuchautor und Filmproduzent hinter der Kamera an mehreren Filmen beteiligt. Am bekanntesten ist seine Arbeit als Regisseur, Mitautor und Mitproduzent bei dem unkonventionellen Science-Fiction-Film Der Junge und sein Hund mit Don Johnson in der Hauptrolle, für den Jones mit einem Hugo Award ausgezeichnet wurde. In dem Film hatte er auch einen Cameo-Auftritt als Pornodarsteller.
Jones starb am 9. Juli 2022 im Alter von 94 Jahren in den Hollywood Hills. Jones war von 1950 bis zur Scheidung 1973 mit Neta Sue Lewis verheiratet, und er war Vater zweier Söhne und einer Tochter.

## Filmografie (Auswahl)

### Als Schauspieler
- 1955: Urlaub bis zum Wecken (Battle Cry)
- 1955: Sperrfeuer auf Quadrat 7 (Target Zero)
- 1955: Cheyenne (Fernsehserie, 3 Folgen)
- 1956: Einst kommt die Stunde (Toward the Unknown)
- 1956: Feuertaufe (Between Heaven and Hell)
- 1956: Pulverdampf und heiße Lieder (Love Me Tender)
- 1957: Tag ohne Ende (Men in War)
- 1957: Selten so gelacht (Operation Mad Ball)
- 1957: Von allen Hunden gehetzt (Gunsight Ridge)
- 1958: Die jungen Löwen (The Young Lions)
- 1958: Sein Colt war schneller (Buchanan Rides Alone)
- 1958: Die Nackten und die Toten (The Naked and the Dead)
- 1958: Torpedo los! (Torpedo Run)
- 1958–1962: Lassie (Fernsehserie, 4 Folgen)
- 1958/1963: Perry Mason (Fernsehserie, 2 Folgen)
- 1959: Warlock
- 1959: Schlacht im Korallenmeer (Battle of the Coral Sea)
- 1959–1963: Am Fuß der blauen Berge (Laramie, Fernsehserie, 8 Folgen)
- 1960: The Rebel (Fernsehserie, 2 Folgen)
- 1960: Cimarron
- 1960: Flammender Stern (Flaming Star)
- 1961: Kein Fall für FBI (The Detectives, Fernsehserie, Folge 2x17)
- 1962: Westlich von Santa Fé (The Rifleman, Fernsehserie, Folge 4x28)
- 1962: Sacramento (Ride the High Country)
- 1962: Die ins Gras beißen (Hell Is for Heroes)
- 1962–1963: Have Gun – Will Travel (Fernsehserie, 3 Folgen)
- 1963: Der eiserne Kragen (Showdown)
- 1963–1965: Tausend Meilen Staub (Rawhide, Fernsehserie, 5 Folgen)
- 1963–1971: Die Leute von der Shiloh Ranch (The Virginian, Fernsehserie, 25 Folgen)
- 1963–1972: Rauchende Colts (Gunsmoke, Fernsehserie, 7 Folgen)
- 1964: Aufstand in Arizona (Apache Rifles)
- 1965: Sierra Charriba (Major Dundee)
- 1965: Mein Onkel vom Mars (My Favorite Martian, Fernsehserie, Folge 3x11)
- 1966: Nevada Smith
- 1966: Pistolen und Petticoats (Pistols ’n’ Petticoats, Fernsehserie, Folge 1x04)
- 1966: Noon Wine (Fernsehfilm)
- 1966–1968: Big Valley (The Big Valley, Fernsehserie, 5 Folgen)
- 1967: Der Marshall von Cimarron (Cimarron Strip, Fernsehserie, 2 Folgen)
- 1967/1971: FBI (The F.B.I., Fernsehserie, 2 Folgen)
- 1968: Hängt ihn höher (Hang ’Em High)
- 1968: Killer auf Befehl (The Counterfeit Killer)
- 1969: Hawaii Fünf-Null (Hawaii Five-O, Fernsehserie, Folge 1x13)
- 1969: The Wild Bunch – Sie kannten kein Gesetz (The Wild Bunch)
- 1970: Abgerechnet wird zum Schluss (The Ballad of Cable Hogue)
- 1971: Leise weht der Wind des Todes (The Hunting Party)
- 1971: Stadt des Grauens (The Brotherhood of Satan)
- 1971/1972: Alias Smith und Jones (Alias Smith and Jones, Fernsehserie, 2 Folgen)
- 1971/1973: Cannon (Fernsehserie, 2 Folgen)
- 1973: Pat Garrett jagt Billy the Kid (Pat Garrett and Billy the Kid)
- 1973/1974: Der Chef (Ironside, Fernsehserie, 2 Folgen)
- 1973/1975: Kung Fu (Fernsehserie, 2 Folgen)
- 1974: Der Magier (The Magician, Fernsehserie, 2 Folgen)
- 1975: FBI – Kampf dem Terror (Attack on Terror: The FBI vs. the Ku Klux Klan, Fernsehfilm)
- 1975: Straße der Gewalt (White Line Fever)
- 1976: Abenteuer der Landstraße (Movin' On, Fernsehserie, Folge 2x16)
- 1976: C.R.A.S.H. (Mother, Jugs & Speed)
- 1976–1980: Drei Engel für Charlie (Charlie’s Angels, Fernsehserie, 4 Folgen)
- 1977: Ein Sheriff in New York (McCloud, Fernsehserie, Folge 7x04)
- 1978: CHiPs (Fernsehserie, Folge 1x14 Viehdiebstahl)
- 1978: Columbo: Waffen des Bösen (The Conspirators, Fernsehreihe)
- 1979: Der Rasende Charlie (Fast Charlie... the Moonbeam Rider)
- 1979: Die Sacketts (The Sacketts, Miniserie, 2 Folgen)
- 1979: Der unglaubliche Hulk (The Incredible Hulk, Fernsehserie, Folge 3x06)
- 1979/1982: Ein Duke kommt selten allein (The Dukes of Hazzard, Fernsehserie, 2 Folgen)
- 1980: Vegas (Vega$, Fernsehserie, Folge 2x16)
- 1982: Das Engelsgesicht – Drei Nächte des Grauens (The Beast Within)
- 1982: Timerider – Das Abenteuer des Lyle Swann (Timerider: The Adventure of Lyle Swann)
- 1982: Ein Colt für alle Fälle (The Fall Guy, Fernsehserie, 2 Folgen)
- 1983: Am heiligen Grund (Sacred Ground)
- 1983: McQuade, der Wolf (Lone Wolf McQuade)
- 1983–1984: Kampf um Yellow Rose (The Yellow Rose, Fernsehserie, 10 Folgen)
- 1984: Matt Houston (Fernsehserie, Folge 2x13)
- 1986: Das A-Team (The A-Team, Fernsehserie, Folge 4x16 George, der Cowboy)
- 1987: Bulletproof – Der Tiger II (Bulletproof)
- 1988: Red River (Fernsehfilm)
- 1989: River of Death – Fluß des Grauens (River of Death)
- 1990: Die Abenteuer des Grizzly Adams (The Legend of Grizzly Adams)
- 1994: Lightning Jack
- 1994: Walker, Texas Ranger (Fernsehserie, Folge 2x22)
- 1994–1996: Renegade – Gnadenlose Jagd (Renegade, Fernsehserie, 5 Folgen)
- 1995: Casino
- 1996: Kaltblütig (In Cold Blood, Miniserie, 2 Folgen)
- 1997: Auf Messers Schneide – Rivalen am Abgrund (The Edge)
- 1998: The Patriot – Kampf ums Überleben (The Patriot)
- 1998: Die Maske des Zorro (The Mask of Zorro)
- 1999: Reiter auf verbrannter Erde (The Jack Bull, Fernsehfilm)
- 2001: Route 666
- 2006: Robert Altman’s Last Radio Show (A Prairie Home Companion)

### Hinter der Kamera
- 1964: The Devil’s Bedroom – als Regisseur und Produzent
- 1969: The Witchmaker – als Produzent
- 1971: Stadt des Grauens (The Brotherhood of Satan) – als Drehbuchautor und Produzent
- 1975: Der Junge und sein Hund (A Boy and His Dog) – als Regisseur, Drehbuchautor und Produzent
- 1980: Der unglaubliche Hulk (The Incredible Hulk; Fernsehserie, Folge On the Line) – als Regisseur